# Malayotyphlops hypogius
Malayotyphlops hypogius — вид змій родини сліпунів (Typhlopidae). Ендемік Філіппін.

## Поширення і екологія
Malayotyphlops hypogius є ендеміками острова Себу. Вони живуть у вологих тропічних лісах, серед опалого листя.